# Vegard Gjermundshaug
Vegard Bjørn Gjermundshaug (* 10. Januar 1992 in Tynset) ist ein norwegischer Biathlet.
Vegard Gjermundshaug startet für Alvdal Il. Er bestritt seine ersten internationalen Rennen zum Auftakt der Saison 2012/13 in Idre im Rahmen des IBU-Cups und gewann als Zehnter eines Sprints sofort Punkte. Höhepunkt der Saison wurden die Juniorenweltmeisterschaften 2013 in Obertilliach, bei denen der Norweger im Einzel als Viertplatzierter nur knapp gegen Clément Dumont eine Medaille verpasste. Im Sprint wurde er Neunter, im Verfolgungsrennen Elfter. An der Seite von Erling Aalvik, Håvard Bogetveit und Johannes Thingnes Bø gewann er im Staffelrennen die Goldmedaille. Bei den Juniorenrennen der Europameisterschaften startete er trotz Meldung für Sprint und Einzel nicht.
National gewann Gjermundshaug bei den Norwegischen Meisterschaften 2013 überraschend vor Lars Helge Birkeland und Dag Erik Kokkin den Titel im Einzel. Dabei profitierte er vom Fehlen eines Teiles der norwegischen Eliteathleten. Mit Kristoffer Skjelvik, Lars Berger und Jan Olav Gjermundshaug gewann er zudem als Vertretung der Region Nord-Østerdal die Vizemeisterschaft mit der Staffel.

## Statistiken

### Weltcupplatzierungen
Die Tabelle zeigt alle Platzierungen (je nach Austragungsjahr einschließlich Olympische Spiele und Weltmeisterschaften).
- 1.–3. Platz: Anzahl der Podiumsplatzierungen
- Top 10: Anzahl der Platzierungen unter den ersten zehn (einschließlich Podium)
- Punkteränge: Anzahl der Platzierungen innerhalb der Punkteränge (einschließlich Podium und Top 10)
- Starts: Anzahl gelaufener Rennen in der jeweiligen Disziplin
- Staffel: inklusive Mixed- und Single-Mixed-Staffeln

| Platzierung         | Einzel | Sprint | Verfolgung | Massenstart | Staffel | Gesamt |
| ------------------- | ------ | ------ | ---------- | ----------- | ------- | ------ |
| 1. Platz            |        |        |            |             |         |        |
| 2. Platz            |        |        |            |             |         |        |
| 3. Platz            |        |        |            |             | 1       | 1      |
| Top 10              |        |        |            |             | 1       | 1      |
| Punkteränge         | 2      | 1      | 1          |             | 1       | 5      |
| Starts              | 2      | 2      | 2          |             | 1       | 7      |
| Stand: Karriereende |        |        |            |             |         |        |